# Суперкубок Англії з футболу 1936
Суперкубок Англії з футболу 1936 — 23-й розіграш турніру. Матч відбувся 28 жовтня 1936 року між чемпіоном Англії клубом «Сандерленд» та володарем кубка країни клубом «Арсенал».
| Володарі Суперкубка Англії 1936 |
| ------------------------------- |
|                                 |
| «Сандерленд» Перший титул       |

## Учасники
| Клуб         | Участей | Роки (жирним виділено перемоги) |
| ------------ | ------- | ------------------------------- |
| «Сандерленд» | дебют   | дебют                           |
| «Арсенал»    | 5       | 1930, 1931, 1933, 1934, 1935    |

## Матч

### Деталі
| 28 жовтня 1936 |

| «Сандерленд»    | 2–1      | «Арсенал» |
| --------------- | -------- | --------- |
| Бербенкс Картер | Протокол | Кірчен    |

| Рокер Парк, Сандерленд Глядачів: 30 000 |

|  |  |

| В                |  | Джонні Мепсон   |
| З                |  | Джордж Коллін   |
| З                |  | Алекс Голл      |
| ПЗ               |  | Чарльз Томсон   |
| ПЗ               |  | Берт Джонстон   |
| ПЗ               |  | Санді Макнаб    |
| Н                |  | Лес Данс        |
| Н                |  | Рейч Картер (к) |
| Н                |  | Боббі Герні     |
| Н                |  | Патрік Галлачер |
| Н                |  | Едді Бербенкс   |
| Головний тренер: |  |                 |
| Джонні Кочрейн   |  |                 |

| В                |  | Джордж Свіндін  |
| З                |  | Леслі Комптон   |
| З                |  | Едді Гепгуд (к) |
| ПЗ               |  | Рей Боуден      |
| ПЗ               |  | Бернард Джой    |
| ПЗ               |  | Вілф Коппінг    |
| Н                |  | Джек Крейстон   |
| Н                |  | Джекі Майлн     |
| Н                |  | Альф Кірчен     |
| Н                |  | Боббі Девідсон  |
| Н                |  | Деніс Комптон   |
| Головний тренер: |  |                 |
| Джордж Еллісон   |  |                 |